# Lungenhaarwurm
Der Lungenhaarwurm (Capillaria aerophila, Syn.: Eucoleus aerophilus) ist ein in der Lunge von Säugetieren parasitierender Haarwurm. Er ist bei Füchsen und Igeln häufig, gelegentlich tritt er auch bei Hunden und Katzen auf. Auch andere Wildcaniden wie Marderhunde, Marder, Wölfe sowie Luchse werden befallen, selbst Infektionen des Menschen sind beschrieben.
Adulte Lungenhaarwürmer sind bis zu 25 mm lang und leben in den Luftwegen. Die von den Wurmweibchen produzierten Eier besitzen zwei Polpfröpfe und ähneln damit denen von Peitschenwürmern (Trichuris ssp.). Sie haben jedoch eine farblose bis grünliche, körnige Schale. Die Eier werden in den Luftwegen abgelegt und gelangen durch Hochhusten und Abschlucken in den Magen-Darm-Kanal und schließlich über den Kot in die Umwelt. Sie lassen sich mittels Flotationsverfahren oder Untersuchung der Lungenspülflüssigkeit nachweisen.
Die Infektion erfolgt durch Aufnahme mit Eiern kontaminierten Futters oder Wasser. Im Darm schlüpfen die Larven und gelangen über den Blutkreislauf in die Lunge. Die Präpatenz beträgt etwa 40 Tage. Der Lungenhaarwurm ruft selten Krankheitserscheinungen hervor, nur bei stärkerem Befall kommt es – meist infolge bakterieller Begleitinfektionen – zu einer Bronchitis mit Husten.